# 小椋悟
小椋 悟（おぐら さとる、1957年11月20日 -）は、日本の映画プロデューサー・音楽家・脚本家。JAZZ FILM株式会社・チーフプロデューサー。2017／2021年度 京都芸術大学客員教授。株式会社小椋事務所元代表。

## 人物・来歴
- 神奈川県川崎市の工業地帯の出身。
- 1980年代中盤、二十代半ばより企業に属さないフリーの映像プロデューサーとして活動を始める。初期は映画だけでなく、映像全メディアの製作を行い、TV番組、ビデオソフト、CM等を多数製作。1990年代以降、独立系映画プロデューサーとして劇場映画製作が活動の中心となり現在まで邦画メジャー大作、国際共同製作作品、インディーズ／サブカルチャー作品等二十数作を企画／プロデュース。
- 製作作品の日本での公開はもとより、特に海外マーケットでは『蟲師』（2007年　監督：大友克洋）の世界約40ヶ国公開、『下妻物語』（2004年　監督：中島哲也）のフランスでの邦画最大・約100館公開[1]等、各国都市部を中心に多数の作品が世界公開されている。
- 企画／プロデュースした全劇場映画のうち７作品が世界三大映画祭（カンヌ国際映画祭、ベネチア国際映画祭、ベルリン国際映画祭）のコンペティション含む正式招待（レッドカーペット）作品となる。他にもモスクワ国際映画祭、トロント国際映画祭、米サンダンス映画祭、東京国際映画祭、ロッテルダム国際映画祭等国内外の映画祭へ数多く作品を出品。第53回ベルリン国際映画祭・NETPAC賞（最優秀アジア映画賞）受賞[2]（『幸福の鐘』（英題:Blessing Bell））、2006カンヌJr.フェスティバル・グランプリ受賞[3]（『下妻物語』英題:Kamikaze Girls）等、特にヨーロッパ圏を中心に数々の映画賞を受賞。
- 2003年創設・APPN（Asia Pacific Producer Network）／日本代表。
- 2011年・第8回SKIPシティ国際デジタルシネマ映画祭・長編部門審査委員長。[4]
- 1990年代後半より約十年間、映画監督鈴木清順の正式エージェントを務める。
- 音楽家としてNHKドキュメンタリー番組、バレエ音楽、アニメーションサウンドトラック、CM音楽、舞台音楽等を作曲／演奏／制作。
- 2019年に新たにJAZZ FILM Inc.にチーフプロデューサーとして就任。同年8月国際情勢混迷のイランロケを敢行したNHKドキュメンタリー／BS1スペシャル『イスラムに愛された日本人～知の巨人井筒俊彦～』[5]（2019年11／8放送）の企画／プロデューサーとして映像制作に復帰。

## 作品
主な企画／プロデュース作品
劇場映画
- 1992年「爆 BAKU!」（監督：吉原健一、出演：西村知美、松尾貴史）
- 1993年「ドライビング・ハイ!」（監督：橋本以蔵　出演：南野陽子、羽野晶紀）
- 1999年「EM／エンバーミング」（監督：青山真治、出演：高島礼子、松重豊）
- 2000年「ブリスター!」（監督：須賀大観　出演:伊藤英明、大塚明夫）
- 2001年「けものがれ、俺らの猿と」（監督：須永秀明　出演：永瀬正敏、降谷建志）
- 2001年「ピストルオペラ」（監督：鈴木清順　脚本：伊藤和典　出演：江角マキコ、山口小夜子）
- 2003年「幸福の鐘」（監督：SABU、出演：寺島進、篠原涼子、鈴木清順）
- 2003年「ハードラックヒーロー」（監督：SABU　出演：V6（坂本昌行、長野博、井ノ原快彦、森田剛、三宅健、岡田准一）
- 2004年「下妻物語」（監督：中島哲也　出演：深田恭子、土屋アンナ、樹木希林）
- 2005年「タナカヒロシのすべて」（監督：田中誠　出演：鳥肌実、ユンソナ、加賀まりこ）
- 2005年「姑獲鳥の夏」（監督：実相寺昭雄　脚本：猪爪慎一　出演：堤真一、永瀬正敏、阿部寛、宮迫博之、原田知世）
- 2005年「オペレッタ狸御殿」（監督：鈴木清順　脚本：浦沢義雄　出演：チャン・ツィイー、オダギリジョー、薬師丸ひろ子）
- 2007年「蟲師」（監督：大友克洋　出演：オダギリジョー、江角マキコ、大森南朋）
- 2007年「魍魎の匣」（監督：原田眞人　出演：堤真一、阿部寛、椎名桔平、宮迫博之、黒木瞳、宮藤官九郎）
- 2009年「戦慄迷宮3D THE SHOCK LABYRINTH」（監督：清水崇　出演：柳楽優弥、蓮佛美沙子、松尾スズキ）
- 2009年「ウォーリアー&ウルフ」（監督：田壮壮　出演：マギーQ、オダギリジョー）※国際共同制作（中国、香港、シンガポール、日本）
- 2010年「KING GAME」（監督：江川達也　出演：石田卓也、芦名星、木村佳乃）
- 2010年「七瀬ふたたび」（監督：小中和哉　脚本：伊藤和典　出演：芦名星、田中圭）
- 2010年「死刑台のエレベーター」（監督：緒方明　脚本：木田薫子　出演：吉瀬美智子、阿部寛、玉山鉄二、北川景子）
- 2011年「ラビット・ホラー3D」（監督：清水崇　出演：満島ひかり、香川照之）
- 2012年「新しい靴を買わなくちゃ」（監督：北川悦吏子　総合プロデュース：岩井俊二　出演：中山美穂、向井理）※製作出資
- 2014年「風邪（ふうじゃ）」（監督：橋本以蔵、出演：窪塚洋介、小西真奈美、秋吉久美子）

TVドキュメンタリー
- 2019年　NHK／BS1スペシャル「イスラムに愛された日本人～知の巨人井筒俊彦～」企画・プロデューサー
- 2002年　NHK「映画監督チャンイーモウの世界」企画・プロデューサー／ NHK衛星ハイビジョン局長賞受賞
- 1998年　スカパー「現代の肖像／鈴木清順」企画・制作
- 1997年　スカパー「筒井康隆21600秒」企画・制作／ '97パーフェク大賞 企画制作賞受賞

TVドラマ
- 2000年　フジテレビ／特撮TVドラマ「鉄甲機ミカヅキ」（監督：雨宮慶太）全6話
- 1999年　テレビ東京／深夜TVドラマ「ボイスラッガー」全12話

オリジナルビデオ
- 「ブラック・ジャック」（実写版／1996年・シリーズ全3作　原作：手塚治虫、監督：小中和哉、出演：隆大介、香川照之、草刈正雄）
- 久住昌之の笑えるビデオ「HE-SO」全2作
- 「藤子不二雄Aのまんが入門」全2作（基礎編、実践編）
- 「ダンドリくん」（原作：久住昌之　演出：岩浪美和）
- 「ギニーピッグ」シリーズ全6作

TVCM
- 大塚商会
- バンダイ／ばっちしV

ミュージッククリップ
- 「鈴木早智子」「西田ひかる」「EARTHSHAKER」「METROFARCE」「THE PRIVATES」

脚本（木田薫子名含む）
- 「DINO」（原作：柳沢きみお）
- 「死刑台のエレベーター」
- 「風邪（ふうじゃ）」　　　　他

CD/音楽制作（レコーディングプロジェクト「Kit Kat Club」）
- NHK／BS1スペシャル「イスラムに愛された日本人～知の巨人井筒俊彦～」（作曲／演奏／制作）
- 舞台/東京シティバレエ団（作曲／演奏／制作）
- アニメーションサウンドトラック/CD「孔雀王3 櫻花豊穣」（1991年、作曲／演奏／制作）
- CD/バーチャル朗読館・全3作「イッセー尾形」「筒井康隆」「飯島愛」（作曲／演奏／制作）

書籍・雑誌インタビュー・ラジオ出演
- 小椋悟ロングインタビュー　<映才教育>時代（フィルムアート社　著／岡博大）[6]
- プロデューサー対談　ビル・コン＆小椋悟　（キネマ旬報）[7]
- ラジオ出演「円都通信　PRODUCERS／パーソナリティ岩井俊二　ゲスト出演）[8]
- 「プロデューサーが語るあのギニーピッグシリーズ／インタビュー」「映画評バタリアン／著・小椋悟」（このビデオを見ろ！４　ファンタジー・SF・ホラー編／別冊宝島）

ゲーム
- PlayStation 2ゲームソフト／「サイドワインダー」 シリーズ （ゲームシナリオ制作）